# Jay Faires
Jay Andrew Faires (né le 17 février 1963 à Columbus, est un compositeur et producteur américain. Il est l'actuel président de la musique de film de Lionsgate.

## Carrière
Faires fait carrière dans la supervision musicale de musique de film au début des années 2000. Il commence par être superviseur musicale de série télé ou de téléfilm. En 2006, il apparaît comme président du département musicale de la société de production Lionsgate et occupe dans quelques films les places de superviseur ou producteur de la bande-originale. Il est notamment executif musicale de grandes séries comme Nurse Jackie, Weeds ou encore Mad Men.

## Filmographie

### Télévision

#### Téléfilm
- 2010 : Though Trade : exécutif musical

#### Série télévisée
- 2005 : The Cut : superviseur musical
- 2005 : Wildfire : superviseur musical
- 2009 : Nurse Jackie : exécutif musical de douze épisodes
- 2005 - 2009 : Weeds : exécutif musical de soixante-trois épisodes
- 2007 - 2009 : Mad Men : exécutif musical de trente-neuf épisodes
- 2010 : Blue Mountain State : exécutif musical de deux épisodes

### Cinéma
- 1997 : Hurricane : superviseur musical
- 2004 : Collision (Crash) de Paul Haggis : exécutif musical
- 2005 : Down  in the Valley : superviseur musical
- 2005 : Le Jeu des damnés : superviseur musical
- 2006 : David Blaine: Drowned Alive (Documentaire, 2006) : superviseur musical
- 2006 : Bug : exécutif responsable de la musique et la bande-originale et Superviseur musical
- 2006 : Employés modèles : superviseur musicale et producteur de la bande-originale
- 2006 : Cendrillon et le Prince (pas trop) charmant 2 : producteur de la bande-originale
- 2007 : Trade : producteur de la bande-originale
- 2007 : Pride : superviseur musical
- 2007 : Charlie, les filles lui disent merci : superviseur musical
- 2007 : 3 h 10 pour Yuma : producteur de la bande-originale
- 2007 : Rogue : L'Ultime Affrontement : Superviseur musical
- 2008 : The Eye : superviseur musical
- 2008 : Iron Man : exécutif musical
- 2008 : La Copine de mon meilleur ami (My Best Friend's Girl) de Howard Deutch : superviseur musical
- 2008 : Punisher : Zone de guerre : superviseur musical
- 2008 : The Spirit : exécutif musical
- 2009 : Tenderness : superviseur musical
- 2009 : Precious : exécutif musical
- 2009 : L'Imaginarium du docteur Parnassus : exécutif musical
- 2009 : Brothers : exécutif musical
- 2010 : Kick-Ass : exécutif musical
- 2010 : Kiss and Kill : exécutif musical
- 2010 : Expendables : Unité spéciale : exécutif musical
- 2010 : Alpha et Oméga : exécutif musical et superviseur musical
- 2010 : Les Couleurs du destin : exécutif musical